# Diecezja Oppido Mamertina-Palmi
Diecezja Oppido Mamertina-Palmi, łac. Dioecesis Oppidensis-Palmarum – diecezja Kościoła rzymskokatolickiego we Włoszech, w metropolii Reggio Calabria-Bova, w regionie kościelnym Kalabria.
Została erygowana w XIII wieku jako diecezja Oppido Mamertina. W 1979 została nadana jej obecna nazwa Oppido Mamertina-Palmi.